# Pensacola-Konvoi
Der Pensacola-Konvoi wurde Ende November 1941, kurz vor Beginn des Pazifikkriegs, an der amerikanischen Westküste zusammengestellt, um die durch die japanischen Expansionsbestrebungen bedrohte Kolonialherrschaft der USA über die Philippinen, welche die USA durch ihren Sieg im Krieg gegen Spanien von 1898 unter ihre Kolonialherrschaft gebracht hatten, mit zusätzlichen Flugzeugen, Waffen, Munition und Soldaten zu stärken. Der Konvoi ist benannt nach seinem Führungsschiff, dem Schweren Kreuzer Pensacola.

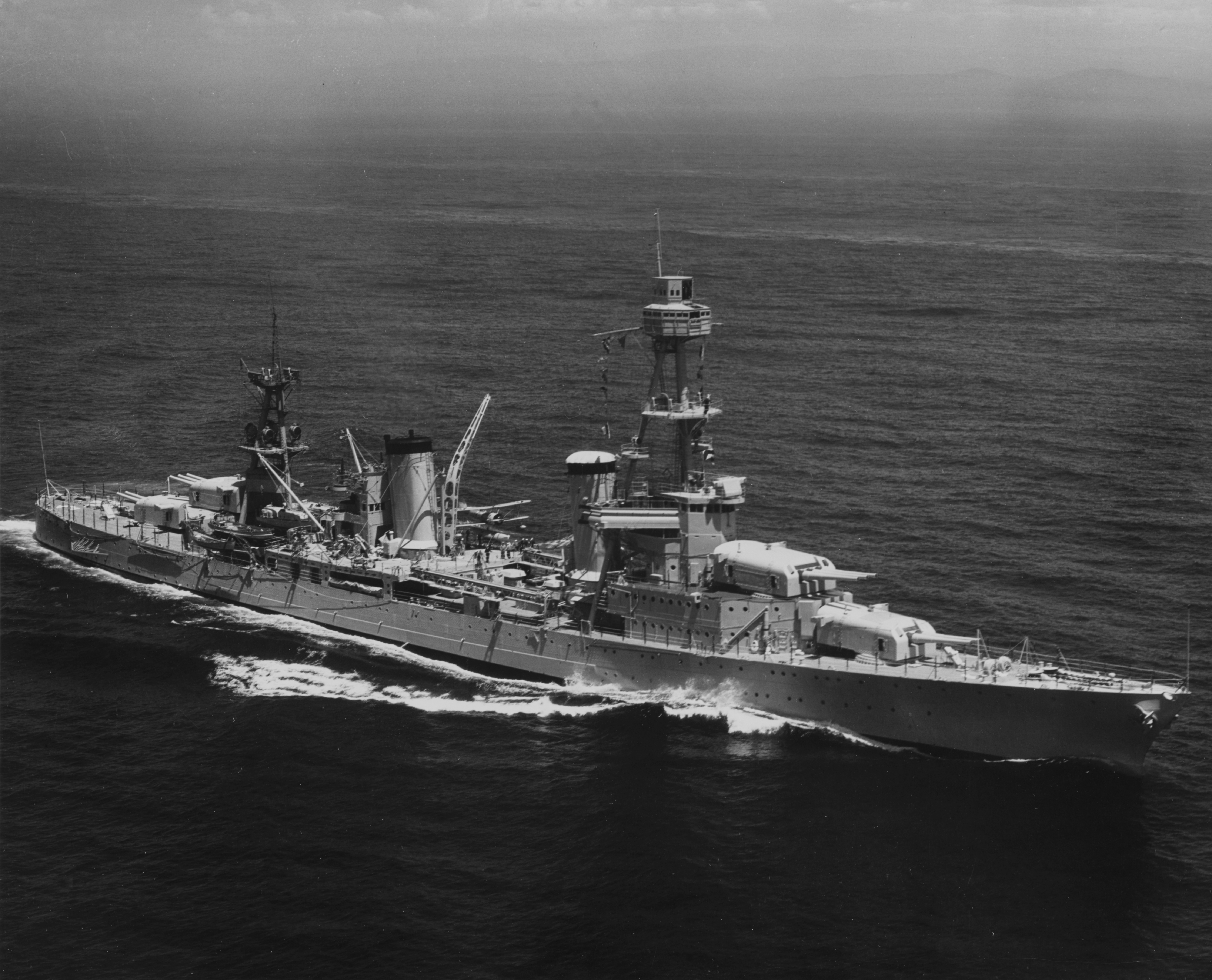
Pensacola

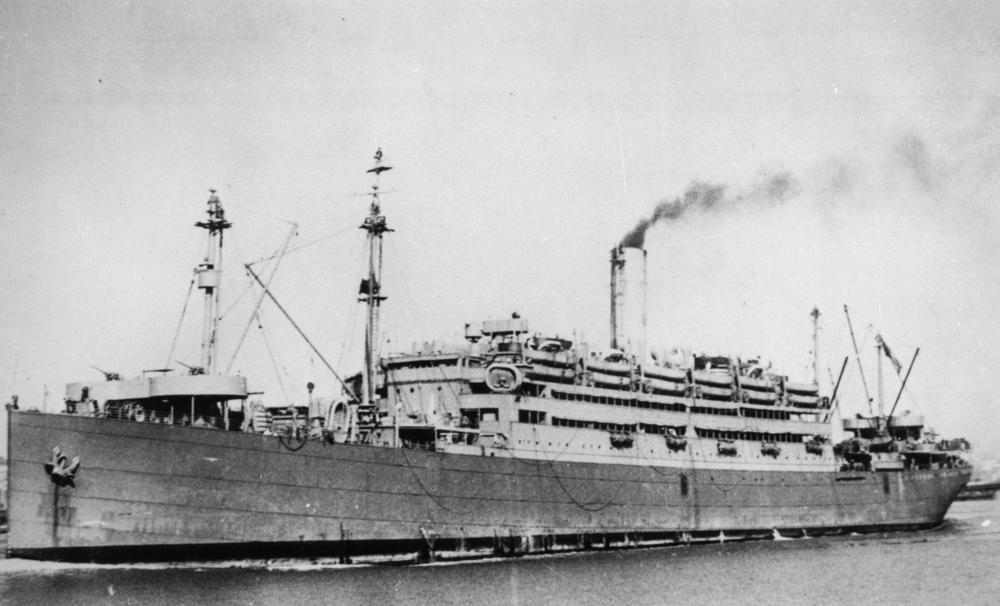
Die Republic in Brisbane

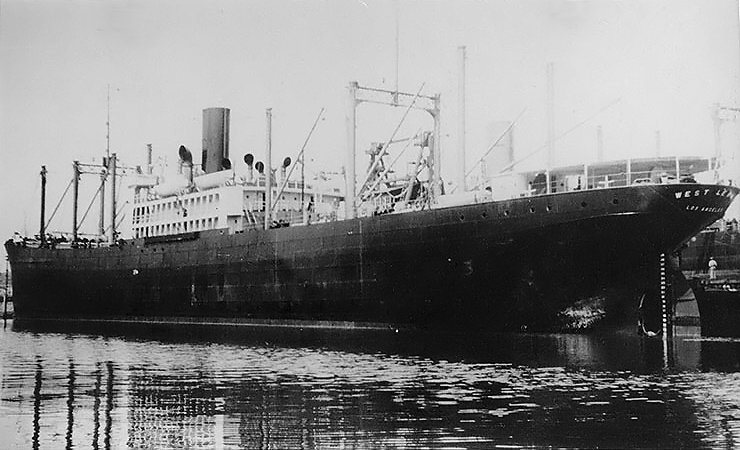
West Lewark im Juni 1921, später als Armee-Transporter in Meigs umbenannt

Neben der Pensacola und dem Patrouillenboot Niagara als Geleit gehörten dem Konvoi die Transporter Willard A. Holbrook, Republic, Meigs, Chaumont, Admiral Halstead, Coast Farmer und die niederländische Bloemfontein an. Sie waren beladen mit 18 Curtiss P-40-Jagdflugzeugen, 52 Douglas A-24-Sturzkampfbombern, 20 75-mm-Artilleriegeschützen, Munition für Flugabwehrkanonen, 2.000 Bomben sowie 340 verschiedenen Fahrzeugen, 9.000 Fässern Treibstoff und anderen Ausrüstungsgegenständen. Die Gesamtzahl der an Bord gebrachten Soldaten betrug 4.600 Mann.
Präsident Roosevelt selbst ersann den Plan zur Operation Plum, der vorsah, mit einem Militärkonvoi General Douglas MacArthurs Truppen auf den Philippinen zu verstärken. Am 14. November 1941 gab der Präsident grünes Licht zur Durchführung des Plans.
Die Schiffe wurden an der Westküste beladen und trafen am 24. November in Pearl Harbor auf Hawaii ein. Drei Tage später stach der Konvoi in Richtung Manila in See.
Am 7. Dezember, als die Nachricht des japanischen Angriffs auf Pearl Harbor den Konvoi erreichte, wurden von den Mannschaften und den an Bord befindlichen Soldaten alle Schiffe mit Zivilanstrich grau gestrichen. Mit den mitgeführten Waffen wurde auf den Schiffen eine adäquate Abwehr installiert. Umgehend postierten sich Soldaten als Ausguck auf den Masten der Schiffe, um nach japanischen Kriegsschiffen, U-Booten und Flugzeugen Ausschau zu halten.
In den Vereinigten Staaten kam Admiral Richmond K. Turner zu dem Schluss, dass es günstiger sei, den Konvoi zur Verteidigung Hawaiis zurückzuholen. General Leonard T. Gerow ging sogar so weit, dass die Schiffe an die Westküste zurückbeordert werden müssten. Doch General Marshall hatte MacArthur das Versprechen gegeben, ihn auf den Philippinen mit militärischer Ausrüstung zu versorgen. Bei einem Treffen im Weißen Haus am 10. Dezember fiel die Entscheidung, den Konvoi nach Brisbane in Australien umzuleiten.
Der Konvoi fuhr von da an in einem Zickzackkurs, der sich am langsamsten Schiff orientierte. Daher kam der Zeitplan völlig durcheinander. Um die Rationen an Bord zu strecken, wurden sie auf zwei Tagesportionen verteilt. Das Wetter war sehr warm und die Luftfeuchtigkeit relativ hoch. Das Trinkwasser begann salzig zu schmecken und die Soldaten machten sich Gedanken, wohin die Reise nun eigentlich ging.
Währenddessen machte sich der Führungsstab um Admiral Thomas C. Hart, der Kommandant der Asienflotte war, Gedanken darüber, wie der Konvoi von Brisbane aus nach Manila geleitet werden könnte. Die Entwicklung auf den Philippinen war nun auch so weit fortgeschritten, dass eine unmittelbare Blockade durch die Japaner nicht auszuschließen war. General MacArthur war von dieser Nachricht nicht erfreut und entgegnete darauf nachdrücklich, dass der Konvoi bei einer entsprechenden Begleitung durch Kriegsschiffe und Luftunterstützung sehr wohl Manila erreichen könne. Die Situation änderte sich aber schlagartig, da am 22. Dezember, als der Konvoi Brisbane erreichte, die Japaner im Golf von Lingayen die Landung auf den Philippinen begannen. Alternativ wurde erwogen mit dem Konvoi die alliierten Niederländer und Briten zu unterstützen, die mittlerweile Malaya und Niederländisch-Indien verteidigten. Aber auch dieses Gebiet konnte der Konvoi nur noch unter großen Risiken erreichen.
In Brisbane wurden die Amerikaner von der Bevölkerung mit großem Jubel empfangen. Nicht nur weil sie die ersten US-Soldaten auf australischem Boden waren, sondern weil die Japaner von Norden her auf Australien vorrückten und ein Hauptteil der australischen Armee momentan in Nordafrika kämpfte.
Die Soldaten wurden auf der Ascot-Rennbahn in Zelten untergebracht, wo sie weitere Befehle abwarten sollten. Unterdessen hatte Admiral Hart den Befehl erhalten, die wichtigsten Ausrüstungsgegenstände auf dem Luftweg nach Manila zu bringen. General George H. Brett wurde daher nach Australien gesandt, um eine Luftwaffenbasis dort zu errichten. Die in Kisten verpackten Flugzeuge wurden von Bord der Schiffe geholt und zusammengebaut. Dabei stellte sich heraus, dass wichtige Teile, wie selbstversiegelnde Treibstofftanks, Zieleinrichtungen und Abzugsmotoren fehlten. Die Umstände, die zu den fehlenden Teilen führten, wurden nie geklärt. So ist unklar, ob es sich um einen Sabotageakt oder nur um menschliches Versagen beim Verladen handelte.
Am 28. Dezember gingen die zwei Artillerie-Bataillone an Bord der Holbrook und Chaumont, um unter dem Geleitschutz der Pensacola nach Manila auszulaufen. Die Bloemfontein fuhr mit einem anderen Bataillon nach Surabaya auf Java. Doch schon einen Tag später kam der Befehl, nach Darwin abzudrehen, da der Konvoi die Philippinen nicht mehr sicher erreichen konnte. Die Japaner hatten in aller Eile Luftstützpunkte auf Sumatra, Java und Borneo errichtet. So erreichten die versprochenen Waffen und Soldaten nie die Philippinen.
Die Jagdflugzeuge und Bomber wurden schließlich von den ABDA-Streitkräften zur Verteidigung von Java eingesetzt und gingen dort verloren. Das von der Bloemfontein nach Java transportierte Artilleriebataillon ging dort nach der Kapitulation der alliierten Verteidiger in Kriegsgefangenschaft. Die verbliebene Artillerie wurden größtenteils in Australien stationiert. Im Februar 1942 wurde versucht eines der Bataillone auf der Meigs als Teil eines Konvois zur Verstärkung nach Timor zu bringen, wo eine weitere japanische Invasion bevorstand. Nach japanischen Luftangriffen musste der Konvoi jedoch nach Darwin zurückkehren. Dort wurde die Meigs mit den noch an Bord befindlichen Geschützen am 19. Februar während des japanischen Luftangriffs auf Darwin versenkt.